# Calyptothecium auriculatum
Calyptothecium auriculatum är en bladmossart som beskrevs av Noguchi 1980. Calyptothecium auriculatum ingår i släktet Calyptothecium och familjen Pterobryaceae. Inga underarter finns listade i Catalogue of Life.